# Pioneer Electronics 200 1992
Pioneer Electronics 200 1992 var ett race som var den fjortonde deltävlingen i PPG IndyCar World Series 1992. Racet kördes den 13 september på Mid-Ohio Sports Car Course. Emerson Fittipaldi tog sig tillbaka in i mästerskapskampen, tack vare sin fjärde seger för säsongen. Samtidigt kraschade Bobby Rahal bort sig från tävlingen, och tappade den mästerskapsledning han haft sedan Long Beach på våren. Al Unser Jr. kunde istället ta över totalledningen, efter att ha blivit trea. Han var dock rejält distanserad av Fittipaldi och tvåan Paul Tracy.

## Slutresultat
| Plats | Förare             | Team                     | Grid | Kvaltid  |
| ----- | ------------------ | ------------------------ | ---- | -------- |
| 1     | Emerson Fittipaldi | Marlboro Team Penske     | 3    | 1.09,202 |
| 2     | Paul Tracy         | Penske Racing            | 2    | 1.08,959 |
| 3     | Al Unser Jr.       | Galles-Kraco Racing      | 6    | 1.09,672 |
| 4     | John Andretti      | Hall/VDS Racing          | 8    | 1.10,041 |
| 5     | Mario Andretti     | Newman/Haas Racing       | 4    | 1.09,371 |
| 6     | Stefan Johansson   | Bettenhausen Motorsports | 14   | 1.11,377 |
| 7     | Raul Boesel        | Dick Simon Racing        | 12   | 1.10,667 |
| 8     | Danny Sullivan     | Galles-Kraco Racing      | 11   | 1.10,638 |
| 9     | Scott Pruett       | Truesports Co.           | 10   | 1.10,240 |
| 10    | Scott Brayton      | Dick Simon Racing        | 13   | 1.11,315 |
| 11    | Ted Prappas        | P.I.G. Racing            | 18   | 1.12,144 |
| 12    | Eddie Cheever      | Chip Ganassi Racing      | 5    | 1.09,609 |
| 13    | Jeff Wood          | Euromotorsport           | 24   | 1.14,878 |
| 14    | Brian Till         | Robco Racing             | 16   | 1.11,475 |
| 15    | Mike Groff         | A.J. Foyt Enterprises    | 15   | 1.11,408 |
| 16    | Scott Goodyear     | Walker Racing            | 7    | 1.09,776 |
| 17    | Brian Bonner       | A.J. Foyt Enterprises    | 25   | 1.15,951 |
| 18    | Hiro Matsushita    | Dick Simon Racing        | 19   | 1.12,259 |
| 19    | Christian Danner   | Euromotorsport           | 17   | 1.11,522 |
| 20    | Eric Bachelart     | Dale Coyne Racing        | 22   | 1.13,183 |
| 21    | Michael Andretti   | Newman/Haas Racing       | 1    | 1.08,766 |
| 22    | Buddy Lazier       | Leader Cards Racing      | 21   | 1.12,866 |
| 23    | John Jones         | Arciero Racing           | 23   | 1.14,654 |
| 24    | Bobby Rahal        | Rahal-Hogan Racing       | 9    | 1.10,077 |
| 25    | Jimmy Vasser       | Hayhoe-Cole Racing       | 20   | 1.12,606 |